# Salusbury Mellor
Salusbury Manners Mellor (Cardington, 16 settembre 1862 – St Helens, 26 giugno 1917) è stato un velista britannico.
Partecipò ai giochi della II Olimpiade di Parigi nel 1900, in cui ottenne un quinto posto nella gara della classe da dieci a venti tonnellate a bordo di Nan 2.